# My Hero Academia: You're Next
Pour les articles homonymes, voir My Hero Academia (homonymie).
My Hero Academia: You're Next (僕のヒーローアカデミア THE MOVIE ユアネクスト, Boku no hīrō akademia za Mūbī Yuā Nekusuto) est un film d'animation japonais réalisé par Kenji Nagasaki et sorti le 2 août 2024 au Japon et le 9 octobre 2024 en France.

## Synopsis
Deku et ses amis vont affronter un imitateur de son héros favori, All Might, qui prend le nom de Dark Might. 

## Distribution
| Personnage                    | Japanese           | Français              |
| ----------------------------- | ------------------ | --------------------- |
| Izuku Midoriya / Deku         | Daiki Yamashita    | Bastien Bourlé        |
| Katsuki Bakugo / Dynamight    | Nobuhiko Okamoto   | Emmanuel Rausenberger |
| Shōto Todoroki / Shōto        | Yuki Kaji          | Bruno Méyère          |
| Ochaco Uraraka / Uravity      | Ayane Sakura       | Clara Soares          |
| Tenya Īda / Ingenium          | Kaito Ishikawa     | Christophe Seugnet    |
| Momo Yaoyorozu / Creati       | Marina Inoue       | Marie Nonnenmacher    |
| Eijiro Kirishima / Red Riot   | Toshiki Masuda     | Charles Mendiant      |
| Mina Ashido / Pinky           | Eri Kitamura       |                       |
| Tsuyu Asui / Froppy           | Aoi Yūki           | Valérie Bachère       |
| Minoru Mineta / Grape Juice   | Ryō Hirohashi      | Marie Nonnenmacher    |
| Denki Kaminari / Chargebolt   | Tasuku Hatanaka    | Alan Aubert-Carlin    |
| Fumikage Tokoyami / Tsukuyomi | Yoshimasa Hosoya   | Charles Mendiant      |
| Kyōka Jirō / Earphone Jack    | Kei Shindō         | Mélanie Anne-Paillié  |
| Hanta Sero / Cellophane       | Kiyotaka Furushima | Grégory Laisné        |
| Toshinori Yagi / All Might    | Kenta Miyake       | Julien Chatelet       |
| Enji Todoroki / Endeavor      | Tetsu Inada        | Frédéric Souterelle   |
| Keigo Takami / Hawks          | Yuichi Nakamura    | Nicolas Dussaut       |
| Valdo Gollini / Dark Might    | Kenta Miyake       | Arnaud Léonard        |
| Giulio Gandini                | Mamoru Miyano      | Martin Faliu          |
| Anna Scervino                 | Meru Nukumi        | Clara Quilichini      |
| Hugo Gorrini                  | Ken Uo             | Yann Pichon           |
| Kamil Gorrini                 | Yūki Ono           | Antoine Tomé          |
| Deborah Gorrini               | Minako Kotobuki    | Adeline Moreau        |
| Paulo Gorrini                 | Yūsuke Kobayashi   | Julien Meunier        |
| Simon Gorrini                 | Michitake Kikuchi  | Romain Altché         |
| Bruno Gorrini                 | Masaki Terasoma    | Gilduin Tissier       |
| Zen Shigaraki / All For One   | Akio Ōtsuka        | Antoine Tomé          |
| Yoichi Shigaraki              | Sōichirō Hoshi     | Grégory Laisné        |